# Residencia El Messidor
La Residencia El Messidor, o simplemente El Messidor, es un pequeño castillo de estilo francés, rodeado de jardines, construido a metros del lago Nahuel Huapi en el casco histórico de Villa La Angostura, provincia del Neuquén, Argentina, por el arquitecto Alejandro Bustillo en 1942 a pedido de la Sra. Sara Madero de Demaría. Su nombre hace referencia al décimo mes del año en el antiguo calendario francés que había instaurado la Revolución Francesa y significa mes de oro, en alusión a las espigas que irradian una tonalidad dorada en esa época del año. Fue comprado por la Provincia del Neuquén en 1964 como residencia oficial del gobernador provincial y ha recibido la visita de personalidades extranjeras y del país.

## Construcción
Hacia el año 1939 Sara Madero de Demaría y su esposo visitaron la zona de Cumelén, de la cual le había hablado maravillas su primo Exequiel Bustillo que era director de Parques nacionales y se hizo beneficiaria de un lote en la zona pastoril, identificado como el n.º 9 (ubicado camino al puerto, frente a la actual Bahía Mansa). Por aquella época Parques nacionales, con la finalidad de poblar la zona de la naciente Villa La Angostura, entregaba lotes mediante licitación, con el compromiso de edificar antes de los 5 años.
Con el fallecimiento de sus padres, Sara Madero encomendó al reconocido arquitecto Alejandro Bustillo la realización de “El Messidor”, quien tomó de la casa del Doctor Schutz en San Isidro (Buenos Aires), algunas pautas para el diseño que se fue ampliando y mejorando, hasta finalizar en una imponente construcción de estilo francés (“manoir”: casa de campo). El arquitecto Bustillo, al tanto del temor al fuego que tenía la propietaria, utilizó material ignífugo, granito de la zona, para la terminación exterior y estructural. El techo es de pizarra gris y el revestimiento interior de madera fina de ciprés que fue traída en lanchones desde Bariloche. Inicialmente se hizo una pequeña casa de troncos, sobre la misma costa del lago y el primer casero fue el húngaro Alberto Bernas, quien además como excelente carpintero realizó trabajos de fina terminación para la propiedad. La construcción propiamente dicha se inició en febrero de 1940, el constructor fue Pedro Longaretti y los trabajos finalizaron en enero de 1942. 

## Descripción
Sobre un predio de unas 36 hectáreas sobre la costa del lago Nahuel Huapi se levanta el edificio de dos plantas y sótano rodeado de hermosos y vistosos jardines, ordenados geométricamente al estilo francés, con variadas especies de árboles, autóctonos y exóticos -coihues,  radales, pinos, arrayanes, castaños, abedules, robles, maitenes, nogales y ñires- además de coloridas flores. En la planta superior están las habitaciones que, al igual que la terraza, tienen una excelente vista al lago y a los alrededores. En la inferior se encuentran un gran comedor, living, otra salita de estar decorada con un cuadro de Juan Carlos Castagnino y otro de Antonio Berni y una biblioteca de forma circular. En otro sector más alejado de la misma planta están las habitaciones de huéspedes, una amplia cocina, despensa y algunas oficinas. Desde las ventanas se ve un panorama paisajístico fascinante que proviene de la Península de Quetrihué, y del muelle de la Bahía Mansa como entorno de ensueño natural.
No está abierto al público aunque se permite, si no hay visitantes especiales, recorrer en vehículo el circuito que atraviesa sus jardines, sin descender ni detenerse.

## Compra por la Provincia
En 1964 la provincia de Neuquén hace una oferta por la residencia, que estaba en venta, por diecisiete millones de pesos moneda nacional- que se consideraba por debajo del valor de mercado - y la Legislatura la aprobó por la Ley 388 para ser residencia oficial del Gobierno de Neuquén –condición que además impuso la propietaria- motivo por el cual para poder alojarse allí es necesario tener la invitación por parte del gobernador.

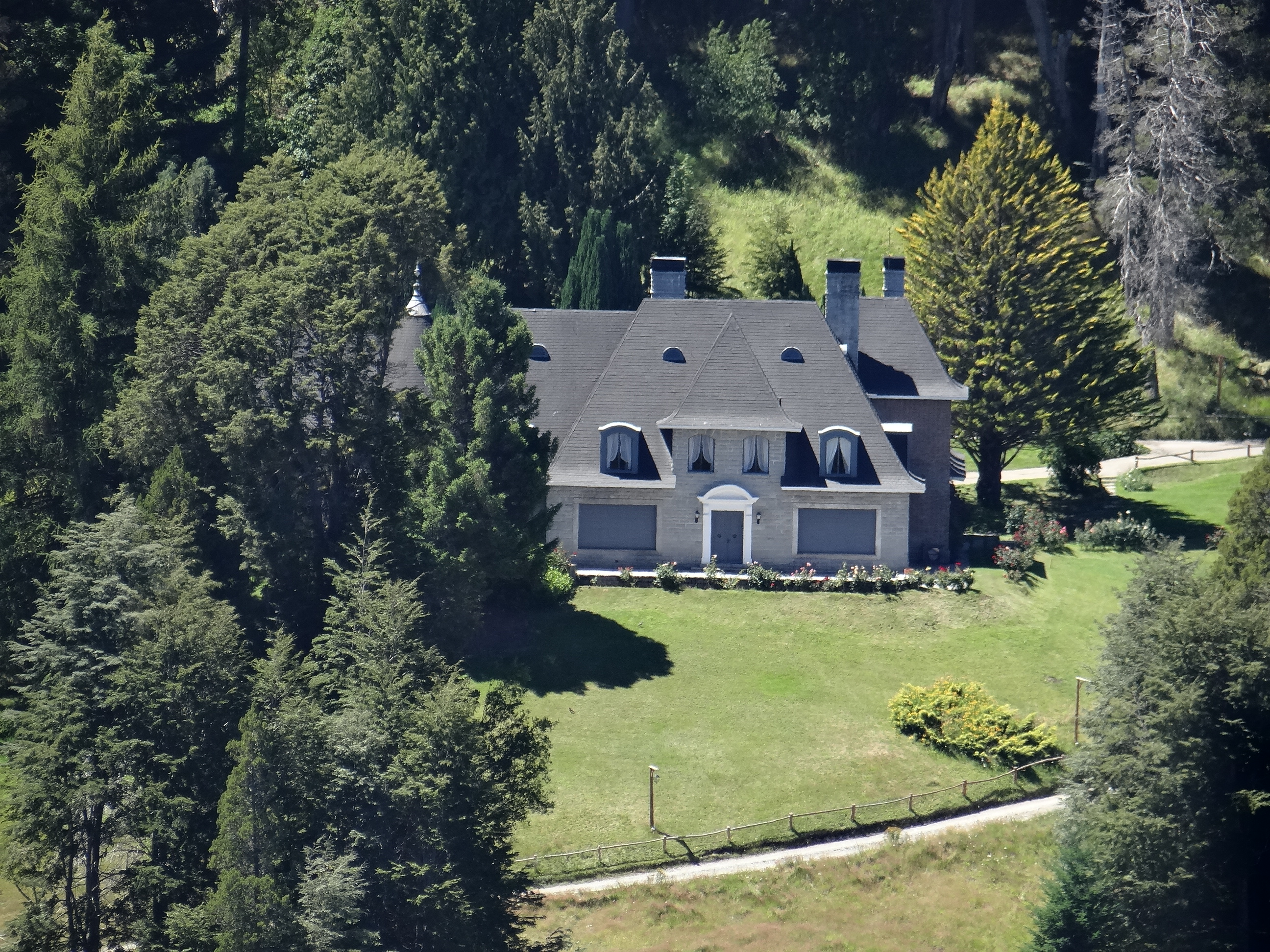
Residencia El Messidor en Villa La Angostura. Vista desde el Mirador de la Isla de Arrayanes

## Visitantes
En la residencia se hospedaron para descansar dictadores y presidentes Argentinos. Dictador Juan Carlos Onganía, y Presidentes Raúl Alfonsín y Carlos Menem, además de visitantes extranjeros como el dictador paraguayo Alfredo Stroessner, el rey Juan Carlos I de España y el emperador japonés Hirohito.
Fue allí cuando durante un paseo en gomón por el lago la picadura de un insecto llamado "chaqueta amarilla" le dejó la cara hinchada al presidente Menem, lo que fue utilizado después para intentar disimular los efectos de una cirugía estética. Durante el gobierno menemista el ministro del Interior Carlos Corach fue un visitante frecuente, al igual que el ministro Rodolfo Barra y el gobernador de la provincia de Buenos Aires Carlos Ruckauf.
Otros visitantes fueron Fernando de la Rúa cuando era senador, el exvicepresidente Carlos "Chacho" Álvarez y la exministra de Desarrollo Social, Graciela Fernández Meijide.
En cuanto a los gobernadores de Neuquén, Jorge Sobisch pasó allí varios veranos y Jorge Sapag la utiliza para hacer un paréntesis entre los viajes que realiza a Buenos Aires y al interior de la provincia. El primero autorizó recitales gratuitos al aire libre por intermedio de la Secretaría de Cultura y hasta abrió las puertas de la residencia a los turistas nacionales y extranjeros, cuando intentaba ganar espacio en su frustrada campaña presidencia en tanto Sapag prefiere su uso discreto.
Un caso especial fue el de la presidenta argentina María Estela Martínez de Perón, a quien se mantuvo detenida en la residencia por la dictadura autodenominada Proceso de Reorganización Nacional, tras ser depuesta. Allí fue detenida por unos siete meses con la única compañía de su fiel ama de llaves andaluza, Rosarito, luego que el 24 de marzo de 1976 fuera depuesta por militares.